# Savka Subotić
Savka Subotić, född 1834, död 1918, var en serbisk kvinnorättsaktivist. 
Hon spelade en ledande roll i kampanjen för kvinnlig rösträtt i sitt land. 